# Solenne Figuès
Solenne Figues (Villepinte, 6 juni 1979) is een internationaal topzwemster uit Frankrijk, die de gouden medaille won op de 200 meter vrije slag bij de wereldkampioenschappen langebaan (50 meter) in Montreal (2005).